# 菲律宾国会
菲律宾国会是菲律宾共和国的最高立法机构，成立于1971年2月21日，采用两院制，由参议院和众议院组成。

## 国会会议制度
菲国会会议分为常会、特别会议和行政会议。
常会每年1次，于每年7月第四个星期一举行，并在本次会议结束30天前确定下一次会议的日期。
特别会议为在國會休会期间，总统召集國會商讨其指定事项，会期不定。
行政会议由国会或其委员会召集，也称闭门会议，多讨论国家安全事务。菲宪法规定，国会两院法定出席人数均为超出过半数，表决方法为投票。